# پیر روردی
پیر روردی (به فرانسوی: Pierre Reverdy) شاعر قرن نوزدهم میلادی اهل فرانسه است.